# Boethus fritzi
Boethus fritzi är en stekelart som beskrevs av Scaramozzino 1992. Boethus fritzi ingår i släktet Boethus och familjen brokparasitsteklar. Inga underarter finns listade.